# Sikkim Janashakti Party
Sikkim Janashakti Party (Sikkims Folkmaktsparti), var ett politiskt parti i den indiska delstaten Sikkim. SJP grundades 1997, när Tara Man Rai bröt sig ur Sikkim Ekta Manch. Rai var SJP:s ordförande. I januari 1999 gick SJP samman med Kongresspartiet.